# NIPR
A NIPR az angol National Institute of Polar Research (Japán Nemzeti Sarkkutató Intézet) rövidítése és betűszava, a Tokiói Egyetem egyik intézete.

## Kutatások a NIPR-ben
A NIPR-nek számos antarktiszi kutatási témája van. Ezek között szerepelnek meteorológiai, geológiai, jégmozgási, élettani kutatások is. 1969 óta egyik új kutatási területe a meteoritkutatás. A NIPR meteorit-gyűjteményében ma már mintegy 17 000 meteorit található, és ez a világ egyik legnagyobb ilyen gyűjteménye.

## Magyarországi kapcsolatok
Az Antarktiszi Meteoritkutató központ 1993-ban elkészített 20 darab, 30 vékonycsiszolatból álló gyűjteményt. A gyűjteményben a legfontosabb meteorittípusok tanulmányozhatók.
Az Eötvös Loránd Tudományegyetem TTK Kozmikus Anyagokat Vizsgáló Űrkutató Csoportja 1994-ben kapta először kölcsön az egyik ilyen oktatási célú készletet. Azóta is évente kölcsönzik a kőzetmintákat és összehasonlító vizsgálatokat végeznek a magyarországi meteoritokkal.